# Karl Sunesson
Karl Sunesson  (floruit 1137) est dans la décennie 1130, Jarl de Götaland en Suède.

## Contexte
Karl Sunesson était Jarl c'est-à-dire comte de Götaland dans la décennie 1130. Il n'est connu que par des sources islandaises médiévales où son patronyme est écrit Sónason et où il est indiqué qu'il était le fils de Sune Ivarsson et d'Estrid Ogmundsdotter de Norvège. On dit que Karl était le petit-fils d'un grand homme Sigtrygg in Närke, qu' Olav le Saint avait rencontré en  1029 sur son chemin de la Norvège vers la Russie. Selon les mêmes sources, le père du grand-père de Karl était le fils du comte norvégien Orm Eilivsson.
Selon la Heimskringla,  Karl aurait été marié à Brigide Haraldsdotter de Norvège, fille du roi norvégien Harald Gille, dont il aurait été le second époux ce qui est chronologiquement peu probable. Il est persuadé par le roi norvégien Magnus l'Aveugle de mener un raid de guerre dans la partie orientale du Viken l'actuel Bohuslän. Là, en 1137 l'armée de Karl est vaincue par Thjostlolv Aaleson et Aamunde Gyrdsson deux partisans d'Inge Krokrygg lors d'une bataille à Krokaskogen et Karl est contraint de retirer dans le Västergötland 
Les activités de Karl ont également été compilées avec une entrée dans la chronique royale du Västgötalagen, selon laquelle le Västergötland, après la disparition de la Maison de Stenkil et la mort de 
Ragnvald Knaphövde, était gouverné par le Lögsögumad et les chefs de la province, jusqu'à ce que Sverker Ier l'Ancien ne devienne roi.

## Sources
- (en) Snorri Sturluson, Heimskringla Sagas of the Norse Kings, Dutton, Everyman's Library, 1961 (ASIN B0007JXA06)
- (sv) Hans Gillingstam Karl Sunesson
- (en) Philipe Line Kingship and state formation in Sweden p. 81